# Jess Walters
Pour les articles homonymes, voir Walters.
Jess Walters, né le 18 novembre 1908 à Brooklyn (New York) et mort le 8 octobre 2000 à Austin, est un baryton et un acteur.

## Biographie
Né Joshua Wolk de parents lettons, le 18 novembre 1908 à Brooklyn (New York),, il est le plus jeune des sept enfants. Il étudie à New York. Il débute en 1941 avec la New Opera Company à New York, dans le rôle principal de Macbeth (dans la première américaine de la version de 1865). Il fait ses débuts européens au Covent Garden en 1947. Il est mort à l'âge de 91 ans.

## Acteur
- 1955 : La Traviata (téléfilm)
- 1956 : The Saint of Bleecker Street (téléfilm)
- 1964 : Here's Harry (série télévisée)
- 1969 : How We Used To Live (série télévisée)